# Bannes (Marna)
Bannes è un comune francese di 274 abitanti situato nel dipartimento della Marna nella regione del Grand Est.

## Società

### Evoluzione demografica
Abitanti censiti